# Cardisoma guanhumi
Cardisoma guanhumi är en kräftdjursart som beskrevs av Pierre André Latreille 1828. Cardisoma guanhumi ingår i släktet Cardisoma och familjen Gecarcinidae. Inga underarter finns listade i Catalogue of Life.

## Bildgalleri

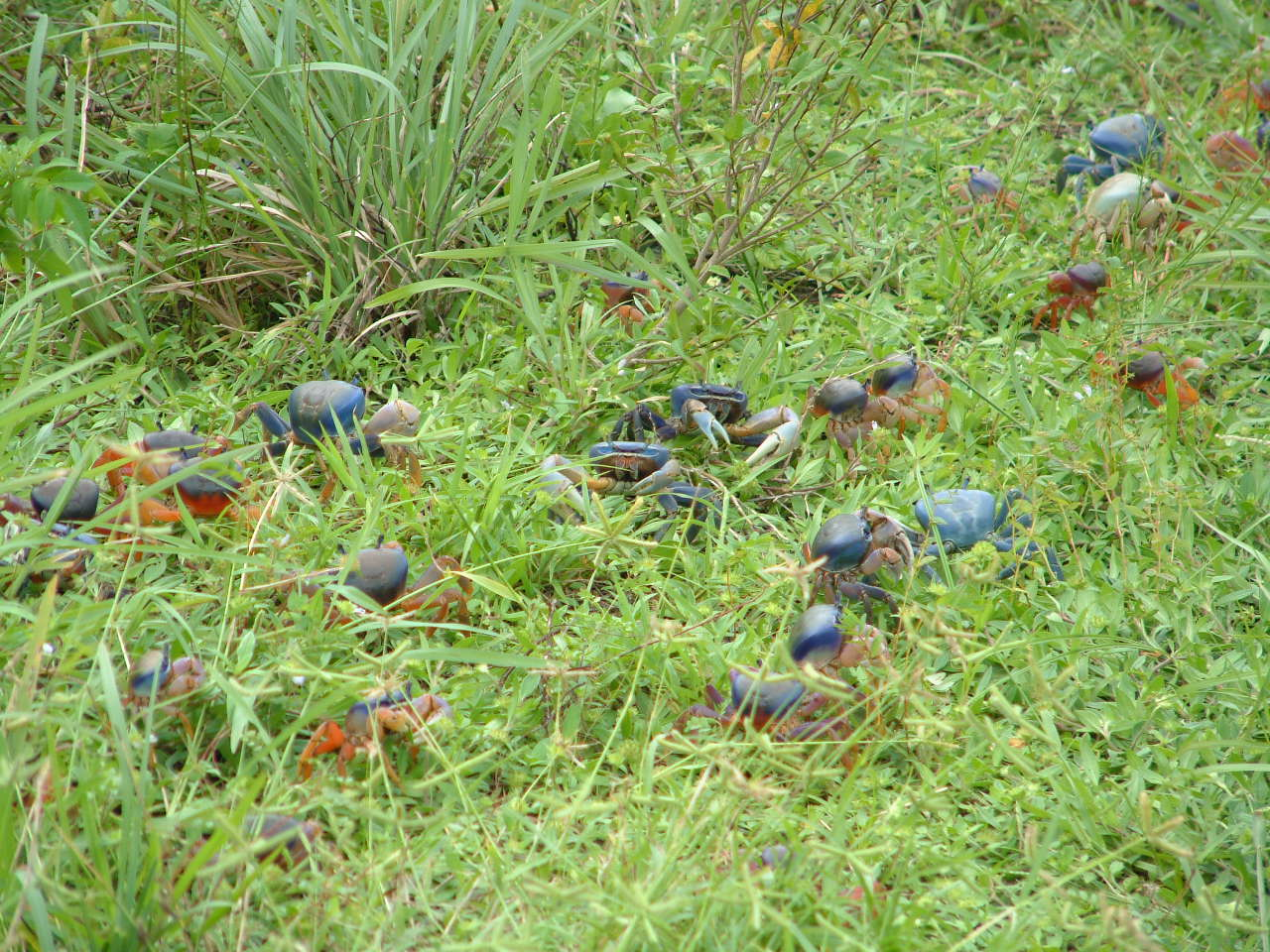
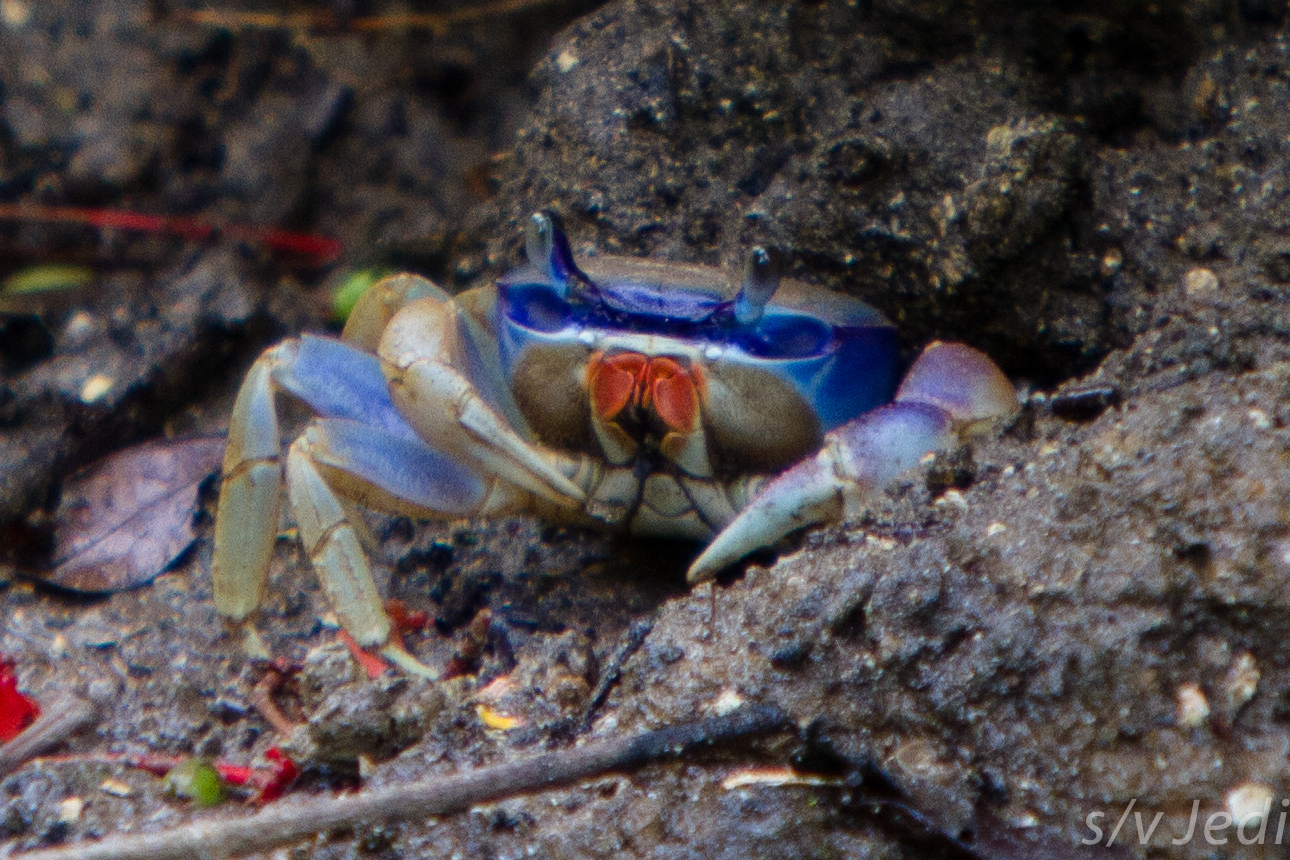